# Crvena armija
Crvena armija je bila vojska Sovjetskog Saveza 1918. – 1946., nakon čega je 1946. – 1991. nosila naziv Sovjetska armija.

## Stvaranje Crvene armije
Raspadom oružanih snaga carske Rusije prije boljševičke revolucije 1917. godine i nakon nje, koja je boljševičko vodstvo prisilila na sklapanje nepovoljnog mira s Njemačkom u Brest-Litovsku početkom 1918. godine, pojavila se potreba hitnog stvaranja vojnih snaga novog režima. Nestabilna situacija u Rusiji dovela je do brzog i vrlo improviziranog stvaranja nove vojne organizacije "Seljačke i radničke crvene armije" (RKKA), u biti narodne milicije namijenjene obrani zemlje od vanjskog i unutarnjeg neprijatelja. 
Boljševičko rukovodstvo željelo je u novim vojnim snagama ukloniti sve carsko naslijeđe (posebno klasni sustav te sustav organiziranog nasilja nad vojnicima, tzv. dedovščina). Međutim, ubrzo se pokazalo da stvari neće biti tako jednostavne: novi zapovjednici, potekli iz boljševičkih redova, nisu imali nikakvo vojno obrazovanje, te su se morali oslanjati na bivše carske zapovjednike (naravno, povjerenje između te dvije grupe bilo je na niskoj razini). Rezultat je bila ad hoc vojna organizacija bez ikakvih dugoročnih razvojnih planova. Bilo je očito da se umjesto narodne milicije mora stvoriti klasična organizirana vojska; s tim ciljem Lenjin povjerava Lavu Trockom tu iznimno tešku zadaću. Trocki je između 1918. i 1924. godine uspio u toj gotovo nemogućoj zadaći, stvorivši iz demoraliziranih ostataka carske vojske Crvenu armiju. Prvi korak u tom naporu bio je odluka da se zanemare marksističke ideje o naoružanom narodu i priđe organiziranju klasičnih oružanih snaga.

## RKKA od 1918. do 1925.
Razdoblje građanskog rata između 1918. i 1922. godine, u istodobnoj borbi protiv carskih "bijelih" snaga, ustanka manjina koje su iskoristile raspad vlasti u Rusiji za stjecanje neovisnosti, seljačkih pobuna, i stranih intervencionističkih snaga, novostvorena RKKA je uspjela sačuvati novostvorenu sovjetsku državu (dobrim dijelom i zahvaljujući različitim interesima i nekoordiniranom djelovanju svih protivnika), ali ne i povratiti granice carske Rusije. Jedan od najvećih uspjeha RKKA u tom razdoblju bilo je odbijanje poljskog pokušaja prodora u Ukrajinu, no kasniji sovjetski pokušaj zauzimanja Varšave bio je neuspješan, a neki od događaja u sovjetskom vojnom vrhu (sukob Staljina i Tuhačevskog) imat će u budućnosti vrlo teške posljedice za RKKA.
Završetak rata s Poljskom 1920. godine otvorio je proces postupne demobilizacije RKKA, ali i traženje odgovora na pitanje - treba li se vratiti konceptu naoružanog naroda, ili graditi tradicionalno organizirane oružane snage. Rezultat vođenih rasprava predstavljao je kompromis: RKKA se počela organizirati po tradicionalnim obrascima masovnih oružanih snaga, ali je komunistička partija uvela izravnu političku kontrolu preko institucije političkih komesara.
Druga važna odluka koja je odredila dalji razvoj Crvene armije bila je spomenuta demobilizacija; sovjetska Rusija zbog teških ekonomskih uvjeta u zemlji jednostavno nije mogla održavati brojčano velike oružane snage. Teške okolnosti (npr. glad u području Volge 1921. – 1922. godine) dovodile su do masovnog dezertiranja, što se za RKKA pokazalo velikim problemom: mnogi dezerteri su sa sobom odnosili naoružanje i opremu, koje su prodavali kako bi prehranili sebe i svoje obitelji. Problem je dostigao takve razmjere da je Trocki potaknuo donošenje zakona kojim je svaki dezerter bio automatski osuđen na strijeljanje, a kuća u kojoj se skrivao trebala je biti spaljena. Radi hvatanja dezertera oformljene su specijalne postrojbe, koje su dobile i ovlast strijeljanja svakoga koji je i ohrabrivao napuštanje postrojbi. No, te drakonske mjere nikada nisu bile provedene u potpunosti (mnogi uhvaćeni dezerteri su poslani nazad na službu u postrojbe koje su napustili), a kasnije amnestije rehabilitirale su ostatak dezertera.
No, opremanje vojnika naoružanjem i osnovnom opremom, kao i prehrana ljudstva, postajali su sve ozbiljniji problem, a i samo uvježbavanje vojnika bilo je neadekvatno. Teško stanje sovjetske ekonomije nije dozvoljavalo istodobno obnavljanje industrije i jačanje vojne moći, te su mnoge postrojbe bile pretvorene u radne ekipe, zadužene za izgradnju vojarni ili pružanje pomoći kolhozima za vrijeme žetve. Ti su poslovi ostavljali vrlo malo vremena za redovnu vojničku obuku tijekom dvogodišnjeg služenja vojnog roka. Ista situacija bila je s obrazovanjem časnika: brza ekspanzija RKKA za vrijeme građanskog rata nije omogućavala organizaciju sustava vojnog školovanja časnika.
O tadašnjoj situaciji u RKKA svjedoči izvješće koje je 30. ožujka 1925. na zasjedanju Politbiroa iznio novi narodni komesar za vojna i pomorska pitanja M. V. Frunze (koji je naslijedio Trockog). U izvješću su navedeni ozbiljni nedostaci u oružanim snagama poput slabe pripreme kontigenta novaka koji dolaze na odsluženje vojnog roka, slabe razine uvježbanosti i morala među vojnicima, dugog vremena potrebnog za opću mobilizaciju. Radi poboljšanja situacije Frunze je predložio smanjenje vojske na oko 700.000 ljudi, te povećanje vojnog proračuna (s 412 milijuna rubalja 1924. – 1925. na 656 milijuna rubalja za 1925. – 1926.).

## Crvena armija u 2. svj. ratu
Za objašnjenje sovjetskih gubitaka na početku njemačkog napada od iznimne važnosti je dobivanje uvida u razvoj i doktrinu Crvene armije. Osim štete koju su Crvenoj armiji napravile čistke provedene između 1936. i 1938. godine, na teške gubitke u početku operacije Barbarossa utjecao je i koncept "aktivne obrane" koji je spriječio poduzimanje strateške obrane po dubini.

## Vanjske poveznice

### Sestrinski projekti
|  | Zajednički poslužitelj ima još gradiva o temi Crvena armija |

### Mrežna mjesta
- LZMK / Hrvatska enciklopedija: Crvena armija
- LZMK / Proleksis enciklopedija: Crvena armija